# بریچ، شهرستان اشلند، ویسکانسین
بریچ (به انگلیسی: Birch) یک منطقهٔ مسکونی در ایالات متحده آمریکا است که در Sanborn واقع شده‌است. بریچ ۲۶۲٫۱۳ متر بالاتر از سطح دریا واقع شده‌است.